# De Riete (Ooststellingwerf)
De Riete is een buurtschap in de gemeente Ooststellingwerf, in de Nederlandse provincie Friesland.
Het ligt ten westen van het dorp Elsloo, waaronder het ook formeel valt. De buurtschap bestaat uit verspreide bewoning.
De hoofdweg van de buurtschap De Riete is de gelijknamige weg die van Esloo naar Boekelte loopt. Een deel van de Donkereweg valt onder ook de buurtschap. In het zuiden loopt die weg naar de buurtschap Zuidhorn en naar het noorden toe loopt de weg over in de buurtschap Frankrijk. Net voor die overgang staan nog twee boerderijen die bij De Riete worden gerekend, een daarvan ligt aan de Koedijk, die weg loopt door richting de buurtschap Tronde.